# Abelmoschus ficulneus
Abelmoschus ficulneus är en malvaväxtart som först beskrevs av Carl von Linné, och fick sitt nu gällande namn av Robert Wight och Arn.. Abelmoschus ficulneus ingår i släktet Abelmoschus och familjen malvaväxter. Inga underarter finns listade i Catalogue of Life.

## Bildgalleri

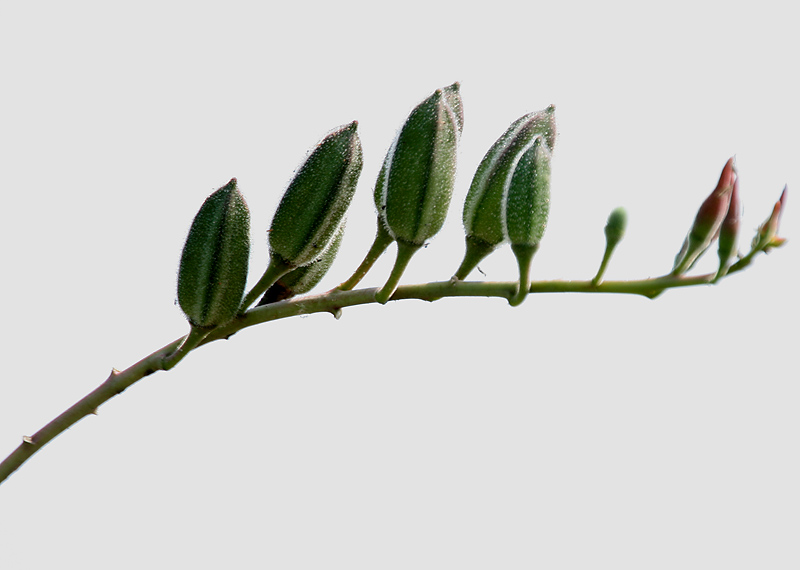
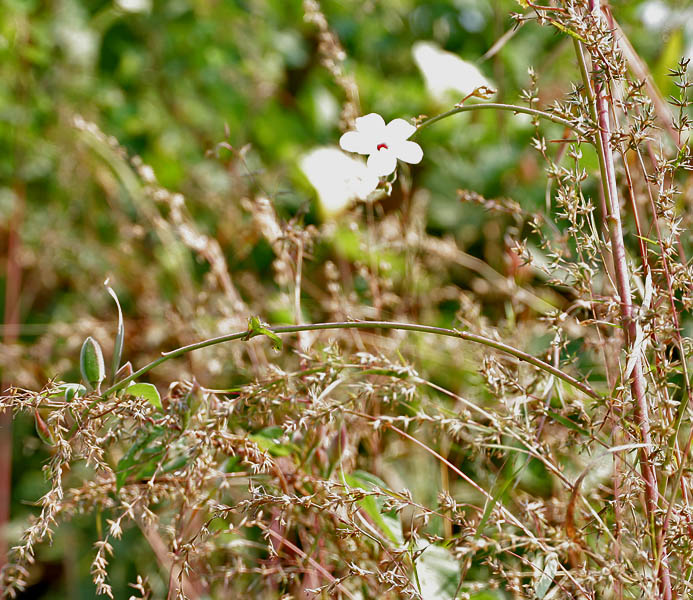
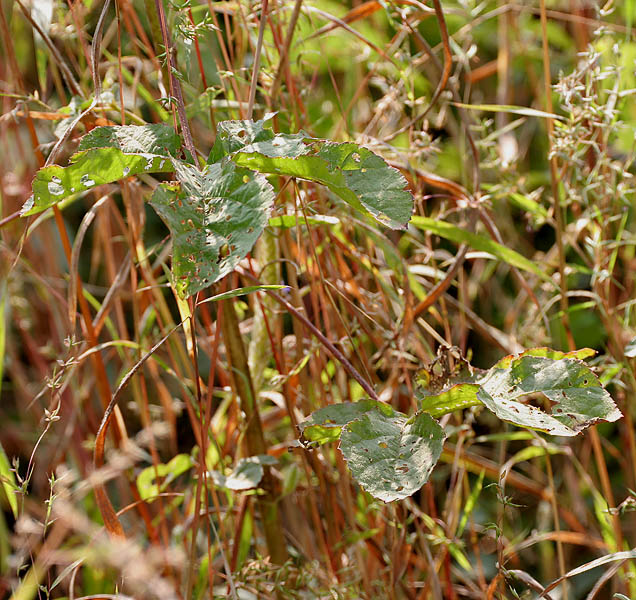
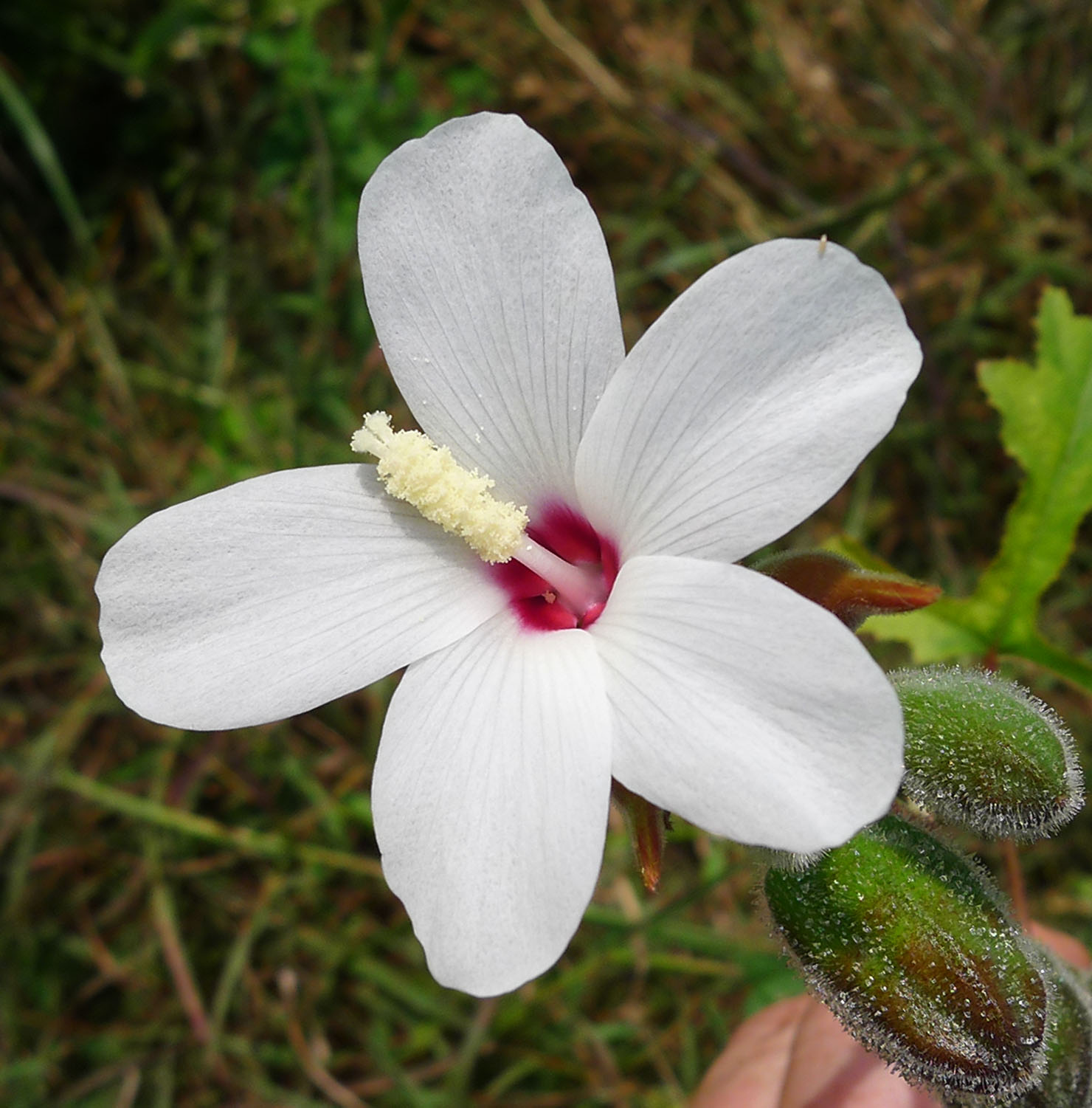